# Pingo (uruguayische Automarke)
Pingo war eine uruguayische Automarke.

## Markengeschichte
Das nationale Montagewerk für Volkswagen Dasur begann 1974 mit der Produktion eines eigenständigen Modells. Designer war Daniel Barreto vom Unternehmen Montrago. Der Markenname lautete Pingo, da Volkswagen der Verwendung des Markennamens VW nicht zustimmte. Im gleichen Jahr endete die Produktion. Insgesamt entstanden zwölf Fahrzeuge.

## Fahrzeuge
Das einzige Modell ähnelte dem VW Typ 181. Die Basis bildete ein Fahrgestell von VW. Darauf wurde eine offene zweitürige Karosserie aus Fiberglas montiert. Ein luftgekühlter Vierzylinder-Boxermotor mit 77 mm Bohrung, 69 mm Hub, 1285 cm³ Hubraum und 38 PS Leistung war im Heck platziert. Er trieb die Hinterräder an. Der Radstand betrug 2400 mm und die Spurweite vorne 1305 mm und hinten 1290 mm. Die Höchstgeschwindigkeit war mit 120 km/h angegeben.